# Mimas tilioides
Mimas tilioides är en fjärilsart som beskrevs av Holle. 1865. Mimas tilioides ingår i släktet Mimas och familjen svärmare. Inga underarter finns listade i Catalogue of Life.